# مورالها
لويز فيليبي ليما دي أوليفير (بالبرتغالية: Luiz Philipe Lima Oliveira‏) المعروف بمورالها لاعب كرة قدم برازيلي من مواليد (21 يناير 1993) يلعب حالياً في نادي دبا الفجيرة.

## روابط خارجية
- مورالها على موقع دوري كوريا الجنوبية (الإنجليزية)
- مورالها على موقع قاعدة بيانات كرة القدم.إي يو (الإنجليزية)
- مورالها على موقع Soccerway.com (الإنجليزية)
- مورالها على موقع عالم كرة القدم.نت (الإنجليزية)